# FC Repas Praha
FC Repas Praha byl český futsalový klub z Prahy. Klub byl založen v roce 1993 a zanikl v roce 1998.
Největším úspěchem klubu byla tříletá účast v nejvyšší soutěži (1993/94 – 1995/96).

## Historické názvy
Zdroj: 
- 1993 – FC Repas Praha
- 1997 – VŽ DFC B – Repas Praha

## Umístění v jednotlivých sezonách
Zdroj: 
Legenda: Z – zápasy, V – výhry, R – remízy, P – porážky, VG – vstřelené góly, OG – obdržené góly, +/- – rozdíl skóre, B – body, červené podbarvení – sestup, zelené podbarvení – postup, fialové podbarvení – reorganizace, změna skupiny či soutěže
| Česko (1993 – 1998) |                    |        |    |    |   |    |     |     |     |    |       |          |
| Sezóny              | Liga               | Úroveň | Z  | V  | R | P  | VG  | OG  | +/- | B  | P. ZČ | Play-off |
| 1993/94             | 1. celostátní liga | 1      | 30 | 9  | 2 | 19 | 89  | 118 | -29 | 20 | 12.   |          |
| 1994/95             | 1. celostátní liga | 1      | 30 | 11 | 4 | 15 | 109 | 142 | -33 | 37 | 10.   |          |
| 1995/96             | 1. celostátní liga | 1      | 30 | 3  | 2 | 25 | 111 | 203 | -92 | 11 | 16.   |          |
| 1996/97             | Divize – sk. Praha | 3      | 22 | 11 | 1 | 10 | 71  | 70  | +1  | 28 | 9.    |          |
| 1997/98             | Divize – sk. Praha | 3      | 22 | 9  | 4 | 9  | 95  | 82  | +13 | 31 | 8.    |          |